# Dakin Matthews
Dakin Matthews (Oakland, 7 novembre 1940) è un attore statunitense.

## Biografia
Nato a Oakland, in California, inizialmente aspirò a diventare un sacerdote cattolico, studiando prima a San Francisco e poi all'Università Gregoriana di Roma. Il suo crescente interesse nella recitazione lo portò all'insegnamento alla Juilliard School dove, tra gli altri fu maestro di Kevin Kline e Patti LuPone. Ha recitato in diversi musical a Broadway, tra cui Rocky. È conosciuto inoltre per aver interpretato il ruolo del preside Hanlin Charleston nella serie televisiva Una mamma per amica.

## Filmografia parziale

### Cinema
- Tale padre tale figlio (Like Father Like Son), regia di Rod Daniel (1987)
- Pazza (Nuts), regia di Martin Ritt (1987)
- The Silence at Bethany, regia di Joel Oliansky (1988)
- Il peso del ricordo (Permanent Record), regia di Marisa Silver (1988)
- Intrigo a Hollywood (Sunset), regia di Blake Edwards (1988)
- L'allegra fattoria (Funny Farm), regia di George Roy Hill (1988)
- Fuori dal tunnel (Clean and Sober), regia di Glenn Gordon Caron (1988)
- I favolosi Baker (The Fabulous Baker Boys), regia di Steve Kloves (1989)
- Ghost Dad - Papà è un fantasma (Ghost Dad), regia di Sidney Poitier (1990)
- La bambola assassina 3 (Child's Play 3), regia di Jack Bender (1991)
- Priorità assoluta (Eve of Destruction), regia di Duncan Gibbins (1991)
- Maledetta ambizione (The Temp), regia di Tom Holland (1993)
- Sol levante (Rising Sun), regia di Philip Kaufman (1993)
- Coppia d'azione (Undercover Blues), regia di Herbert Ross (1993)
- Mr. Bean - L'ultima catastrofe (Bean: The Ultimate Disaster Movie), regia di Mel Smith (1997)
- Flubber - Un professore fra le nuvole (Flubber), regia di Les Mayfield (1997)
- Attacco al potere (The Siege), regia di Edward Zwick (1998)
- La dea del successo (The Muse), regia di Albert Brooks (1999)
- Thirteen Days, regia di Roger Donaldson (2000)
- The Fighting Temptations, regia di Jonathan Lynn (2003)
- Il Grinta (True Grit), regia di Joel ed Ethan Coen (2010)
- The Eagle, regia di Kevin Macdonald (2011)
- Lincoln, regia di Steven Spielberg (2012)
- Il ponte delle spie (Bridge of Spies), regia di Steven Spielberg (2015)

### Televisione
- Mai dire sì (Remington Steele) – serie TV, episodio 3x12 (1985)
- A cuore aperto (St. Elsewhere) – serie TV, episodio 5x01 (1986)
- Fresno – miniserie TV, 4 episodi (1986)
- Quartieri alti (Easy Street) – serie TV, episodio 1x17 (1987)
- Matlock – serie TV, episodio 1x21 (1987)
- I miei due papà (My Two Dads) – serie TV, 7 episodi (1987-1989)
- Bravo Dick (Newhart) – serie TV, episodio 6x22 (1988)
- Fuga dallo spazio (Something Is Out There) – serie TV, episodio 1x02 (1988)
- Dallas – serie TV, episodio 12x01 (1988)
- Caro John (Dear John) – serie TV, episodi 1x04-1x13 (1988-1989)
- Brothers – serie TV, episodio 5x19 (1989)
- Christine Cromwell – miniserie TV, episodio 2 (1989)
- Doctor Doctor – serie TV, 5 episodi (1989-1991)
- Down Home – serie TV, 19 episodi (1990-1991)
- Casalingo Superpiù (Who's the Boss) – serie TV, episodio 7x18 (1991)
- Un professore alle elementari (Drexell's Class) – serie TV, 18 episodi (1991-1992)
- L.A. Law - Avvocati a Los Angeles (L.A. Law) – serie TV, 4 episodi (1992-1993)
- La signora in giallo (Murder, She Wrote) – serie TV, episodi 9x04-10x07-11x12 (1992-1995)
- Ma che ti passa per la testa? (Herman's Head) – serie TV, episodio 2x21 (1993)
- Guerra al virus (And the Band Played On), regia di Roger Spottiswoode – film TV (1993)
- La famiglia Brock (Picket Fences) – serie TV, episodio 2x07 (1993)
- Una prova difficile (White Mile), regia di Robert Butler – film TV (1994)
- Nemico all'interno (The Enemy Within), regia di Jonathan Darby – film TV (1994)
- Un detective in corsia (Diagnosis: Murder) – serie TV, episodi 2x02-8x09 (1994-2001)
- Contagio (Virus), regia di Armand Mastroianni – film TV (1995)
- The Jeff Foxworthy Show – serie TV, 10 episodi (1995-1996)
- Nash Bridges – serie TV, episodio 2x08 (1996)
- Mr. & Mrs. Smith – serie TV, episodio 1x10 (1996)
- EZ Streets – serie TV, episodio 1x08 (1997)
- Rough Riders – miniserie TV (1997)
- Il tocco di un angelo (Touched by an Angel) – serie TV, episodio 4x21 (1998)
- Dalla Terra alla Luna (From the Earth to the Moon) – miniserie TV, episodio 2 (1997)
- Casa e chiesa (Soul Man) – serie TV, 25 episodi (1997-1998)
- Mr. Chapel (Vengeance Unlimited) – serie TV, episodio 1x06 (1998)
- La tata (The Nanny) – serie TV, episodio 6x13 (1999)
- Star Trek: Voyager – serie TV, episodio 5x24 (1999)
- In tribunale con Lynn (Family Law) – serie TV, episodio 1x11 (1999)
- Providence – serie TV, episodi 1x04-1x06-5x04 (1999-2002)
- West Wing - Tutti gli uomini del Presidente (The West Wing) – serie TV, episodio 1x13 (2000)
- Just Shoot Me! – serie TV, episodio 4x21 (2000)
- Geena Davis Show – serie TV, episodio 1x05 (2000)
- Ally McBeal – serie TV, episodio 4x06 (2000)
- Dharma & Greg – serie TV, episodio 4x08 (2000)
- The Practice - Professione avvocati (The Practice) – serie TV, episodi (2000-2003)
- Una mamma per amica (Gilmore Girls) – serie TV, 11 episodi (2000-2016)
- The King of Queens – serie TV, 14 episodi (2001-2007)
- Streghe (Charmed) – serie TV, episodio 4x22 (2002)
- The Big Time, regia di Paris Barclay – film TV (2002)
- Giudice Amy (Judging Amy) – serie TV, episodio 4x04 (2002)
- The Lyon's Den – serie TV, episodio 1x05 (2003)
- NYPD - New York Police Department (NYPD Blue) – serie TV, episodi 11x18-11x19-11x20 (2004)
- Dr. House - Medical Division – serie TV, episodio 1x05 (2004)
- Jack & Bobby – serie TV, 7 episodi (2004-2005)
- Carnivàle – serie TV, episodio 2x05 (2005)
- The Closer – serie TV, episodio 1x13 (2005)
- Huff – serie TV, episodi 1x09-2x02-2x03 (2005-2006)
- Desperate Housewives – serie TV, 9 episodi (2005-2012)
- Stargate SG-1 – serie TV, episodio 9x14 (2006)
- Dexter – serie TV, episodio 1x09 (2006)
- Boston Legal – serie TV, episodio 3x11 (2007)
- Medium – serie TV, episodio 3x20 (2007)
- Shark - Giustizia a tutti i costi (Shark) – serie TV, episodio 2x01 (2007)
- Eli Stone – serie TV, episodio 2x01 (2008)
- Cold Case - Delitti irrisolti (Cold Case) – serie TV, episodio 7x14 (2010)
- Parks and Recreation – serie TV, episodio 2x20 (2010)
- General Hospital – serial TV, 28 puntate (2010)
- Better Off Ted - Scientificamente pazzi (Better Off Ted) – serie TV, episodio 2x13 (2010)
- True Blood – serie TV, episodi 3x03-3x11 (2010)
- Due uomini e mezzo (Two and a Half Men) – serie TV, episodio 8x16 (2011)
- The Mentalist – serie TV, episodi 3x16-5x14 (2011-2013)
- The Good Wife – serie TV, episodio 4x02 (2012)
- Castle – serie TV, episodio 5x09 (2012)
- The Big Bang Theory – serie TV, episodi 6x11-8x11 (2012-2014)
- Devious Maids - Panni sporchi a Beverly Hills (Devious Maids) – serie TV, episodi 1x08-1x09 (2013)
- Elementary – serie TV, episodio 3x09 (2015)
- Veep - Vicepresidente incompetente (Veep) – serie TV, episodio 4x03 (2015)
- Blue Bloods – serie TV, episodio 6x16 (2016)
- BrainDead - Alieni a Washington (BrainDead) – serie TV, episodi 1x11-1x12-1x13 (2016)
- Madam Secretary – serie TV, episodio 3x02 (2016)
- Doubt - L'arte del dubbio (Doubt) – serie TV, episodio 1x06 (2017)
- Gotham – serie TV, episodio 4x04 (2017)
- The Resident – serie TV, episodio 1x04 (2018)
- Instinct – serie TV, episodio 1x01 (2018)
- Evil – serie TV, episodio 1x02 (2019)
- Bluff City Law – serie TV, episodio 1x08 (2019)
- The Gilded Age – serie TV (2023)

## Teatro
- Rocky (2012)

## Doppiatori italiani
Nelle versioni in italiano delle opere in cui ha recitato, Dakin Matthews è stato doppiato da:
- Giorgio Lopez in Pazza, The Big Bang Theory, The Mentalist (ep. 5x14), Blue Bloods
- Dante Biagioni in La signora in giallo (ep. 11x12), The Closer, The Mentalist (ep. 3x16), Elementary
- Bruno Alessandro in The King of Queens, Desperate Housewives (st. 6-8), The Gilded Age
- Sergio Matteucci in L'allegra fattoria, Dexter
- Gianni Bonagura ne I Favolosi Baker, Un professore alle elementari
- Silvio Anselmo in Guerra al virus, The Good Wife
- Carlo Reali in Una mamma per amica, Bluff City Law
- Luciano De Ambrosis in The Fighting Temptations, Cold Case - Delitti irrisolti
- Dario Penne ne Il Grinta, Castle
- Silvio Spaccesi ne La bambola assassina 3
- Franco Zucca ne La signora in giallo (ep. 9x04)
- Paolo Lombardi ne La signora in giallo (ep. 10x07)
- Ambrogio Colombo in Casa e chiesa
- Renato Mori ne La dea del successo
- Guido Ruberto in Ally McBeal
- Angelo Nicotra in Thirteen Days
- Luca Biagini in Streghe
- Giancarlo Padoan in Dr. House - Medical Division
- Sergio Graziani in Carnivàle
- Oreste Rizzini in Desperate Housewives (ep. 1x19, 2x01, 3x02)
- Claudio Fattoretto in Desperate Housewives (ep. 4x11)
- Cesare Barbetti in Stargate SG-1
- Omero Antonutti in The Eagle
- Stefano Mondini in Due uomini e mezzo
- Romano Ghini in Lincoln
- Carlo Valli in Devious Maids - Panni sporchi a Beverly Hills
- Massimo Giuliani ne Il ponte delle spie
- Rodolfo Traversa in BrainDead - Alieni a Washington
- Stefano Oppedisano in The Resident